# Храм Веспасиана (Помпеи)
Храм Веспасиана в Помпеях; (итал. Tempio di Vespasiano, Pompei) — руины древнеримского храма, известного также как лат. Aedes Genii Augusti, на территории разрушенного города Помпеи; дата строительства храма, по данным на начало XXI века, неясна: по мнению ряда археологов, здание было построено в эпоху императора Августа и существенно пострадало от городского землетрясения 62 года; другие исследователи датируют храм периодом после правления Августа или даже полагают, что он только строился во время гибели города — в этом случае сооружение было посвящено живому императору, то есть Веспасиану.